# Wolfsslangen
Wolfsslangen (Lycophidion) zijn een geslacht van slangen uit de familie Lamprophiidae.

## Naam en indeling
Er zijn 20 soorten, de wetenschappelijke naam van de groep werd voor het eerst voorgesteld door Leopold Fitzinger in 1843.

## Uiterlijke kenmerken
Wolfsslangen bereiken een lichaamslengte van ongeveer 25 tot 55 centimeter. De kop is lastig duidelijk te onderscheiden van het lichaam door het ontbreken van een duidelijke insnoering. De ogen zijn relatief klein, de tanden daarentegen zijn relatief lang waaraan de dieren de naam 'wolfslangen' te danken hebben in de Engelse taal. Deze dienen om gladschubbige prooien te vangen, de slangen bezitten geen giftanden of een gifapparaat.

## Levenswijze
De dieren schuilen vaak in oude termietenhopen, of onder stenen en houtblokken. De slangen zijn nachtactief en meestal bodembewonend, ze jagen actief op prooien. Deze bestaan voornamelijk uit slangen en hagedissen. Bij verstoring worden schijnaanvallen uitgevoerd, waarbij de bek meestal niet wordt geopend. De vrouwtjes zetten eieren af in relatief kleine legsels van drie tot tien stuks.

## Verspreiding en habitat
Wolfsslangen komen voor in delen van Afrika en leven in de landen Angola, Benin, Botswana, Burkina Faso, Burundi, Centraal-Afrikaanse Republiek, Congo-Brazzaville, Congo-Kinshasa, Egypte, Eritrea, Ethiopië, Gabon, Gambia, Ghana, Guinee-Bissau, Guinee, Ivoorkust, Kameroen, Kenia, Liberia, Malawi, Mali, Mozambique, Namibië, Niger, Nigeria, Oeganda, Rwanda, Senegal, Sierra Leone, Soedan, Soedan, Somalië, Tanzania, Togo, Tsjaad, Zambia, Zimbabwe en Zuid-Afrika.
De habitat bestaat uit droge tropische en subtropische savannen, bossen en scrublands en vochtige tropische en subtropische bossen, zowel in laaglanden als bergstreken. Ook in door de mens aangepaste streken zoals plantages kunnen de dieren worden aangetroffen.

## Beschermingsstatus
Door de internationale natuurbeschermingsorganisatie IUCN is aan vijftien soorten een beschermingsstatus toegewezen. Twaalf soorten worden beschouwd als 'veilig' (Least Concern of LC) en drie soorten als 'onzeker' (Data Deficient of DD).

## Soorten
Het geslacht omvat de volgende soorten, met de auteur en het verspreidingsgebied.
| Naam                       | Auteur                          | Verspreidingsgebied |
| -------------------------- | ------------------------------- | --- |
| Lycophidion acutirostre    | Günther, 1868                   | Tanzania, Mozambique, Malawi |
| Lycophidion albomaculatum  | Steindachner, 1870              | Mali, Guinee, Senegal, Guinee-Bissau, Gambia, Sierra Leone |
| Lycophidion capense        | Smith, 1831                     | Namibië, Botswana, Zuid-Afrika, Zimbabwe, Mozambique, Tanzania, Kenia, Burundi, Rwanda, Oeganda, Ethiopië, Eritrea, Somalië, Soedan, Egypte, Zambia, Soedan, Congo-Kinshasa, Malawi, Centraal-Afrikaanse Republiek, Kameroen |
| Lycophidion depressirostre | Laurent, 1968                   | Soedan, Centraal-Afrikaanse Republiek, Somalië, Kenia, Tanzania, Oeganda, Ethiopië |
| Lycophidion hellmichi      | Laurent, 1964                   | Angola, Namibië, mogelijk in Congo-Kinshasa |
| Lycophidion irroratum      | Leach, 1819                     | Sierra Leone, Liberia, Ivoorkust, Ghana, Togo, Benin, Centraal-Afrikaanse Republiek, Kameroen, Congo-Kinshasa, Gambia, Guinee, Nigeria, Mali                                                                                 |
| Lycophidion laterale       | Hallowell, 1857                 | Senegal, Gambia, Guinee, Ivoorkust, Ghana, Togo, Nigeria, Kameroen, Congo-Kinshasa, Congo-Brazzaville, Gabon, Centraal-Afrikaanse Republiek, Angola, Oeganda                                                                 |
| Lycophidion meleagre       | Boulenger, 1893                 | Angola, Congo-Kinshasa, Tanzania, Kenia |
| Lycophidion multimaculatum | Boettger, 1888                  | Congo-Brazzaville, Angola, Namibië, Congo-Kinshasa, Zambia, Tanzania, Kameroen |
| Lycophidion namibianum     | Broadley, 1991                  | Namibië, Angola |
| Lycophidion nanum          | Broadley, 1958                  | Mozambique, Zimbabwe |
| Lycophidion nigromaculatum | Peters, 1863                    | Togo, Ghana, Liberia, Ivoorkust, Nigeria, Kameroen |
| Lycophidion ornatum        | Parker, 1936                    | Angola, Congo-Kinshasa, Congo-Brazzaville, Oeganda, Kenia, Rwanda, Burundi, Tanzania, Soedan, Kameroen, Nigeria |
| Lycophidion pembanum       | Laurent, 1968                   | Tanzania |
| Lycophidion pygmaeum       | Broadley, 1996                  | Zuid-Afrika |
| Lycophidion semiannule     | Peters, 1854                    | Mozambique |
| Lycophidion semicinctum    | Duméril, Bibron & Duméril, 1854 | Guinee-Bissau, Guinee, Ivoorkust, Ghana, Togo, Benin, Nigeria, Kameroen, Chad, Mali, Centraal-Afrikaanse Republiek, Gambia, Senegal, Burkina Faso, Niger, Sierra Leone                                                       |
| Lycophidion taylori        | Broadley & Hughes, 1993         | Somalië, Tsjaad, Centraal-Afrikaanse Republiek, Senegal, Ethiopië, Tanzania |
| Lycophidion uzungwense     | Loveridge, 1932                 | Tanzania |
| Lycophidion variegatum     | Broadley, 1969                  | Zimbabwe, Zuid-Afrika, Botswana, Zambia |